# Canal Meno-Danúbio

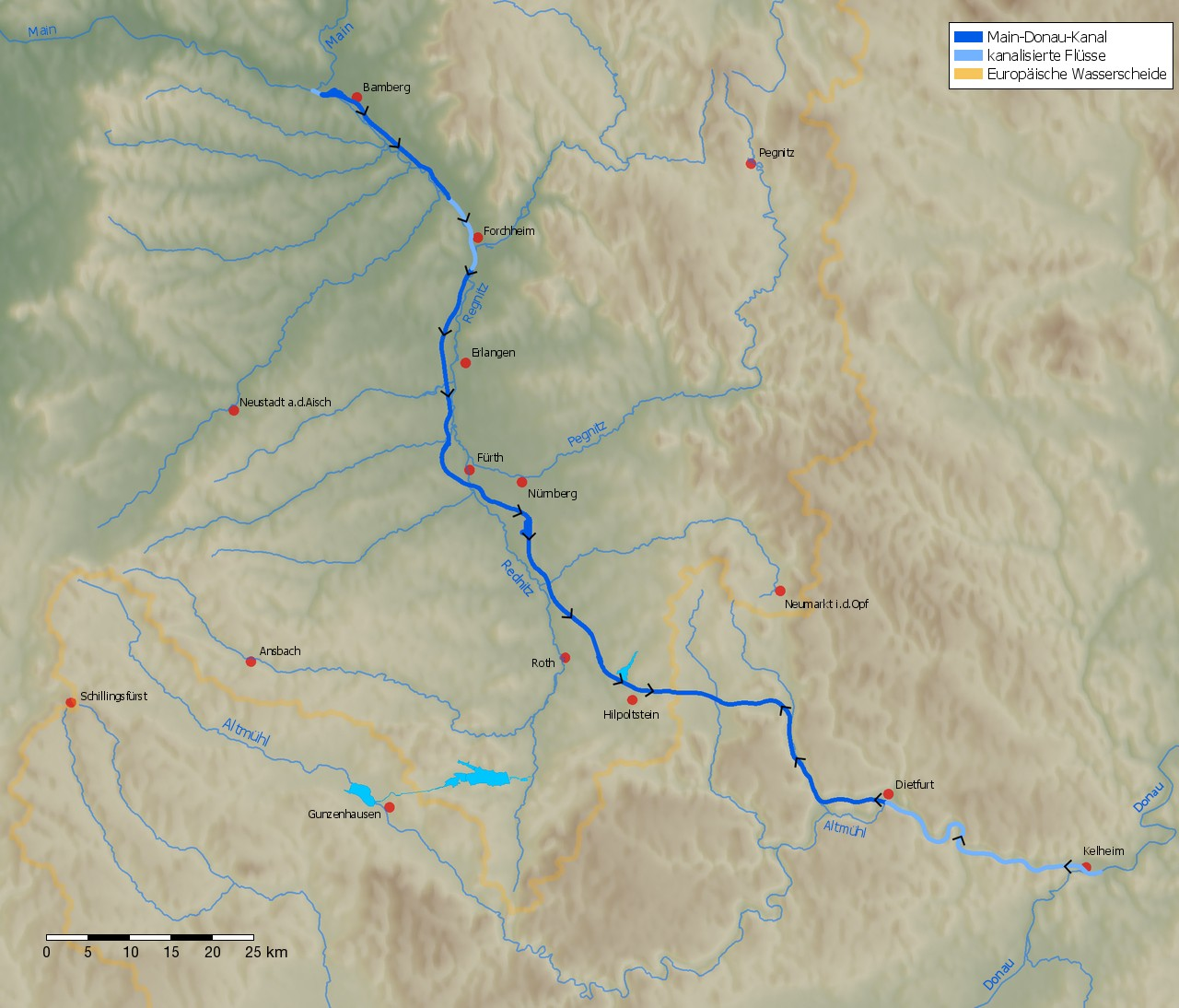
Percurso do canal Meno-Danúbio.

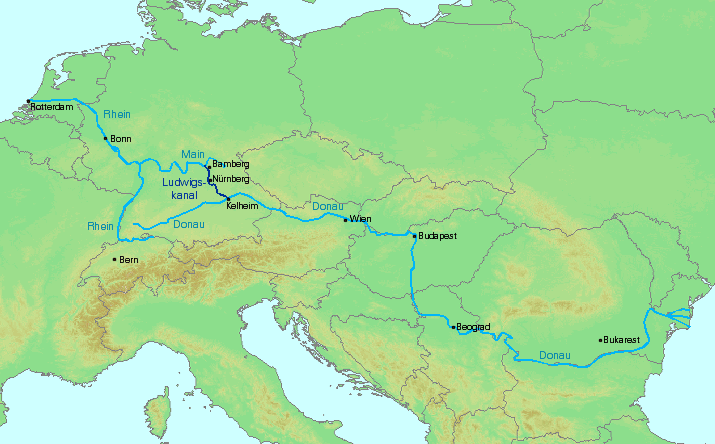
O canal Meno-Danúbio no contexto da conexão Mar Negro — Mar do Norte.

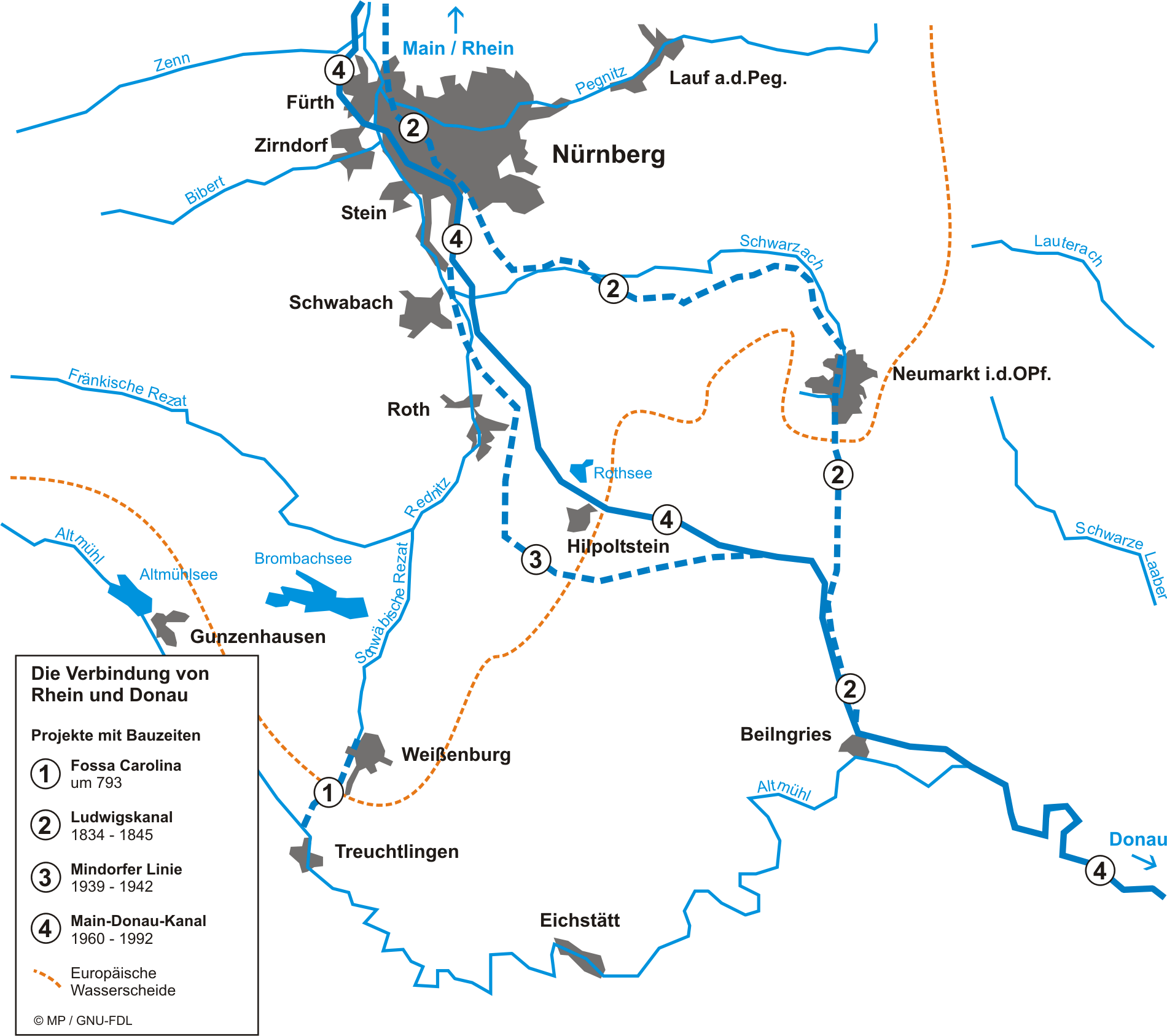
Projetos de conexão do rio Meno com o rio Danúbio.

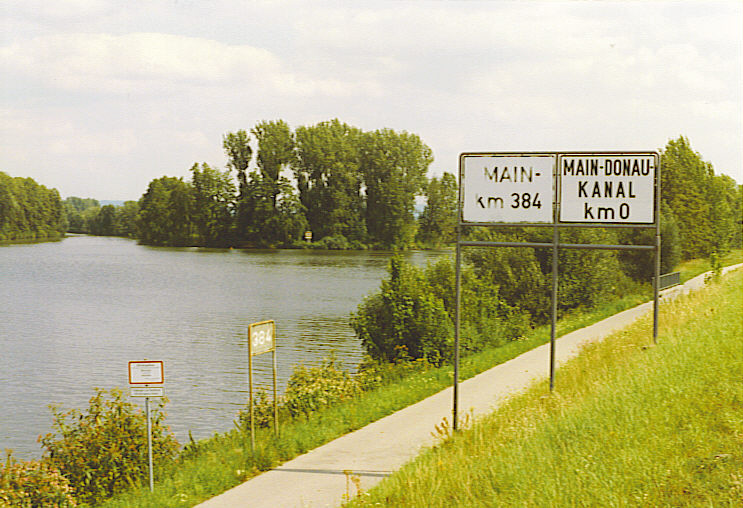
km 0,00 do canal Meno-Danúbio.

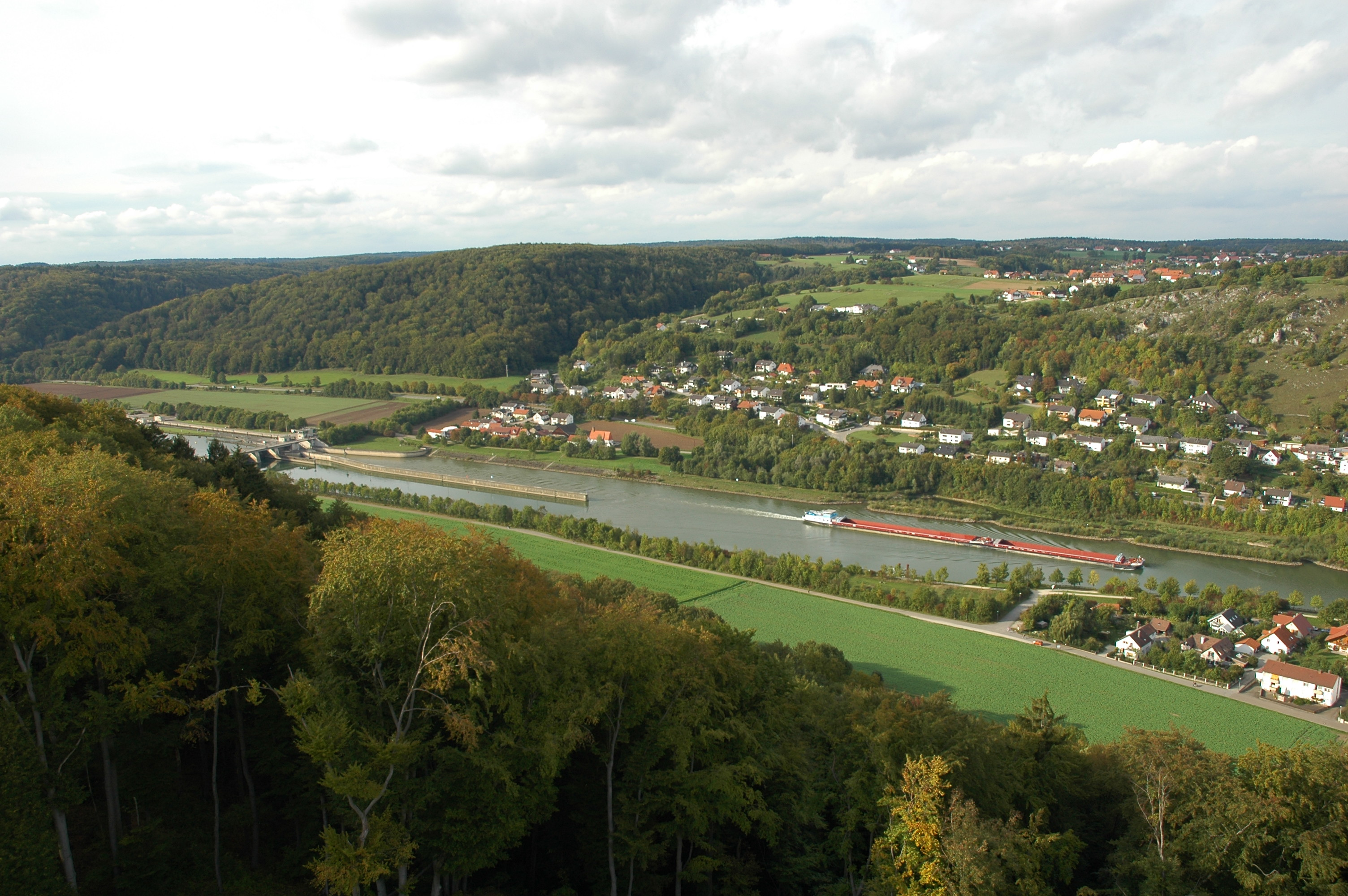
Canal Meno-Danúbio - parte do rio Altmühl.

O canal Meno-Danúbio (em alemão Main-Donau-Kanal, Rhein-Main-Donau-Kanal ou Neuer Kanal, em português também: canal Reno-Meno-Danúbio) é um canal alemão de 171 quilômetros que faz a conexão entre o rio Danúbio e o rio Meno, ligando ambos ao rio Reno, possibilitando assim o mais curto percurso de transporte fluvial de Constança (Romênia, Mar Negro) até o porto de Roterdão (Países Baixos, Mar do Norte).

## História

### Antecedentes e planos
Planos de conexão do rio Danúbio com o rio Meno remotam ao ano de 793 quando Carlos Magno (Karl der Große) ordenou a construção de um canal (Fossa Carolina ou Karlsgraben) ligando os rios Altmühl e Schwäbische Rezat.
Entre 1836 e 1846 foi construído o canal de Ludwig (Ludwigskanal), ligando as cidades Bamberg e Kelheim. O canal foi abandonado em 1950, não só por ter sofrido danos durante a Segunda Guerra Mundial mas também por questões técnicas (falta de água, muitas eclusas e largura reduzida, entre outros) e pela (re-)construção da rede ferroviária no sul da Alemanha, tornando o transporte hidroviário não rentável.
Para substituir a solução insuficiente do canal de Ludwig, a política do estado de Baviera elaborou em 1917 um projeto de lei - a base do tratado entre a Baviera e o Império Alemão assinando em 13 de junho de 1921, visando a construção de um novo canal, capaz de transportar navio cargueiros para águas interiores da classe dos navios que já circularam na época no rio Reno. Para gerenciar o projeto foi fundada a empresa Rhein-Main-Donau AG (mais tarde subsidiária da Bayernwerk, sede em Munique, pertence hoje aos grupos E.ON, 77,5%, e RWE, 22,5%) que recebeu uma outorga de concessão dos ganhos da energia hidráulica de diversos rios, entre outros do Meno, Danúbia e Altmühl, para financiar as obras.
O plano se concretizou em 1939, um ano depois do Anschluss (a anexação político-militar da Áustria por parte da Alemanha Nazi), favorecendo o percurso Mindorf (Mindorfer Linie). Mas as obras iniciadas perto de Thalmässing (distrito de Roth) foram interrompidas em 1942.

### Obras desde 1960
Em 1960 iniciaram-se as obras do canal com base do trecho atual. Até 1972 foi construída a parte do canal ligando Bamberg com Nuremberga. Em 1966 a Baviera e o Governo da Alemanha renegociaram o tratado de 1921. O tratado de Duisburg (Duisburger Vertrag) estabeleceu novas condições de financiamento e execução das obras. Nos anos 80 e 90 o projeto recebeu críticas pelo impacto ambiental (especialmente no vale do Altmühl) e por passar limites do orçamento de estado.
Finalmente, em 25 de setembro de 1992 o canal foi aberto para o tráfego. Foram consumidos mais de 4,7 bilhõespb de marcos na construção.

## Volume de transporte
Em 2007 5.851 (2006: 5.857) navios atravessaram o canal transportando 6,65 milhões de toneladas (2006: 6,24).